# Онон
Онон (монг. Онон гол; рос. Онон) — річка в північно-східній Монголії та Росії. Довжина 1032 км (із них 298 км по території Монголії), площа басейну 96200 км².
Її злиття з Інгодою утворює річку Шилку. Верхня течія Онону (урочище Делюн-Болдок) — одне із місць, де як припускають, народився і виріс Чингісхан. За легендою тут він і похований.